# ليف مورتنسن
ليف مورتنسن (بالدنماركية: Leif Mortensen)‏ مواليد 5 مايو 1946 في كوبنهاغن، هو دراج دانمركي سابق في صنف سباق الدراجات على الطريق. سبق أن شارك في دورة الألعاب الأولمبية الصيفية وفاز بميدالية أولمبية.

## الميداليات
| الميدالية | المسابقة                       |
| --------- | ------------------------------ |
| فضية      | الألعاب الأولمبية الصيفية 1968 |
| فضية      | 1967                           |

## روابط خارجية
- ليف مورتنسن على موقع أرشيف الدراجات (الإنجليزية)
- ليف مورتنسن على موقع إحصائيات الدراجات الإحترافية (الإنجليزية)
- ليف مورتنسن على موقع CycleBase (الإنجليزية)
- ليف مورتنسن على موقع أوليمبيديا (الإنجليزية)